# La Momie (film, 1932)
Pour les articles homonymes, voir La Momie et The Mummy.
Pour plus de détails, voir Fiche technique et Distribution.
La Momie (The Mummy) est un film d'horreur américain réalisé par Karl Freund, sorti en 1932.
La Momie est un classique du cinéma hollywoodien d'horreur des années 1930. Réalisé pour le compte des studios Universal, ce film — quoiqu'il n'ait pas été pionnier en la matière — a largement contribué à populariser la figure de la Momie, qui sera repris dans de nombreux films. Il connaîtra quatre suite sorties entre 1940 et 1944. Il fait partie de la série des Universal Monsters.

## Synopsis

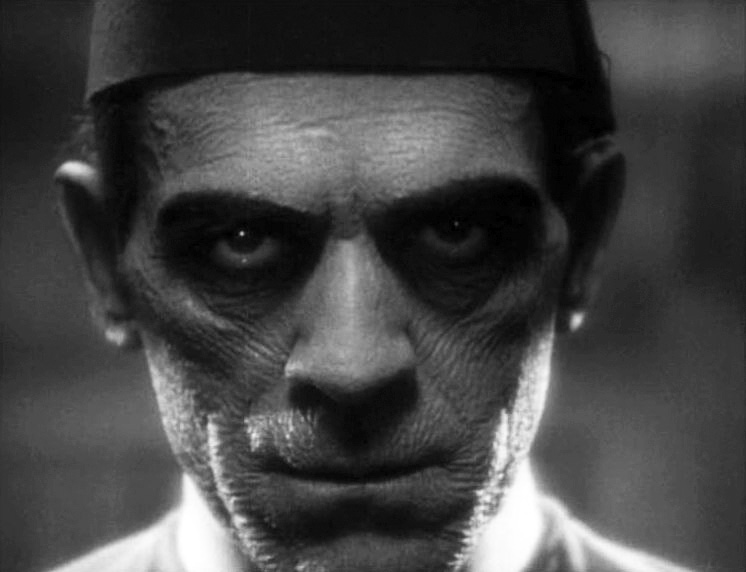
Boris Karloff, dans le trailer du film La Momie (1932).

En 1921, sur le site de Thèbes, des archéologues du British Museum découvrent un sarcophage contenant la momie d'Imhotep, prêtre de l'ancienne Égypte embaumé vivant pour être tombé amoureux de la princesse Ank-Souh-Namun, en dépit de l'interdit. Ramené à la vie par accident, Imhotep s'enfuit en emportant le parchemin de Thot, qui permet de ressusciter les morts.
Onze années plus tard, Imhotep, sous le nom de Ardath Bey, indique aux membres d'une nouvelle expédition l'emplacement de la tombe d'Ank-Souh-Namun. Persuadé qu'Helen Grosvenor, fille du gouverneur du Soudan, est la réincarnation de la princesse, prêt à tout pour conquérir le cœur de celle qu'il aime, il terrorise les membres de l'expédition.

## Fiche technique
- Titre français : La Momie
- Titre original : The Mummy
- Réalisation : Karl Freund

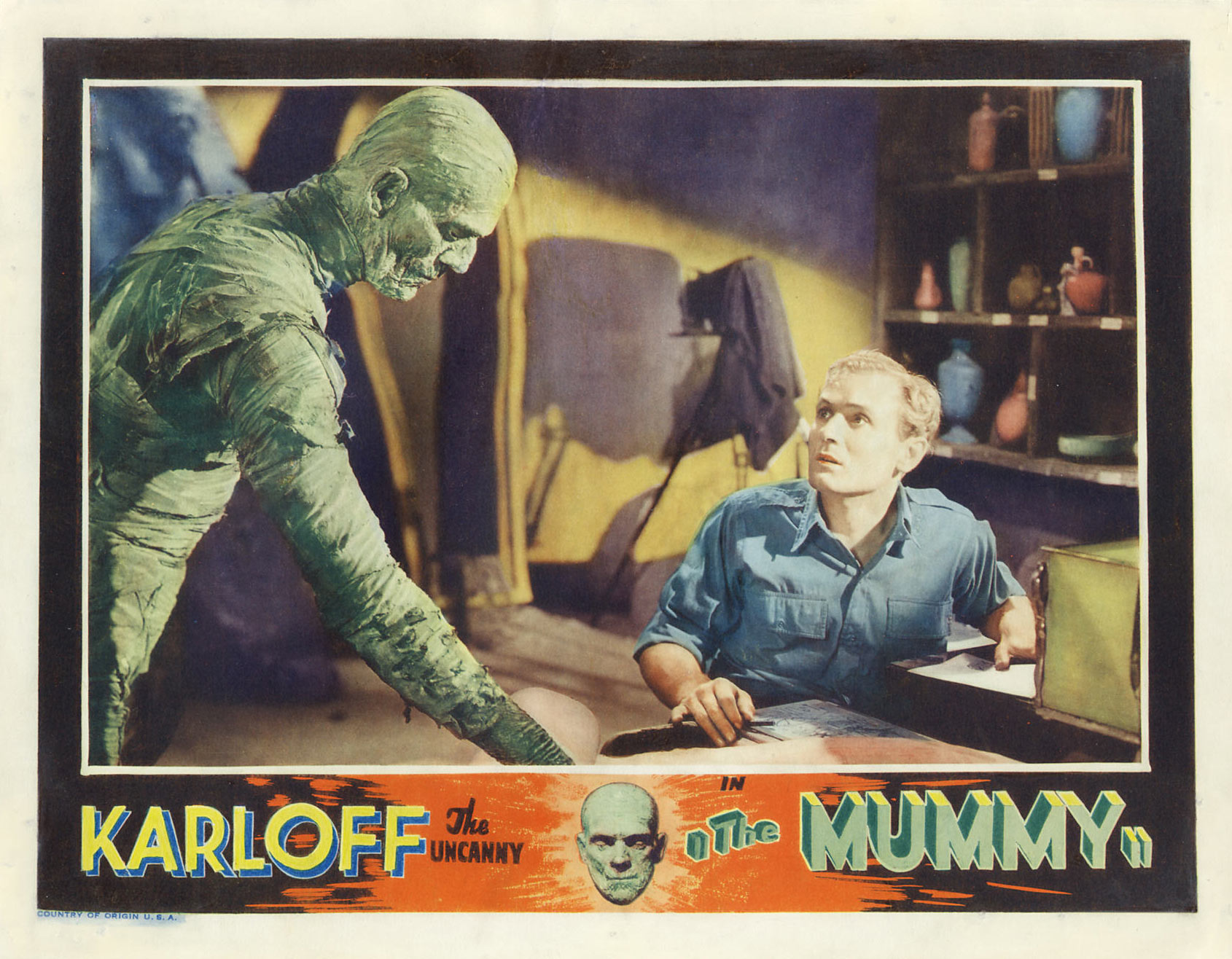
Affiche du film.

- Scénario : John L. Balderston, d'après une histoire de Nina Wilcox Putnam, Richard Schayer
- Photographie : Charles J. Stumar
- Montage : Milton Carruth
- Musique : James Dietrich (non crédité au générique)
- Effets spéciaux : John P. Fulton
- Maquillage : Jack P. Pierce (non crédité au générique)
- Production : Carl Laemmle Jr.
- Société de production et de distribution : Universal Pictures
- Pays de production :  États-Unis
- Langue originale : anglais
- Genre : horreur
- Format : noir et blanc
- Durée : 73 minutes
- Date de tournage : septembre-octobre 1932
- Date de sortie : 
  - États-Unis : 22 décembre 1932
- Film interdit aux moins de 16 ans lors de sa sortie en salle[réf. nécessaire], mais interdit aux moins de 12 ans de nos jours.
- Affiche : Karoly Grosz (États-Unis), Michel Landi (ressortie en France)

## Distribution

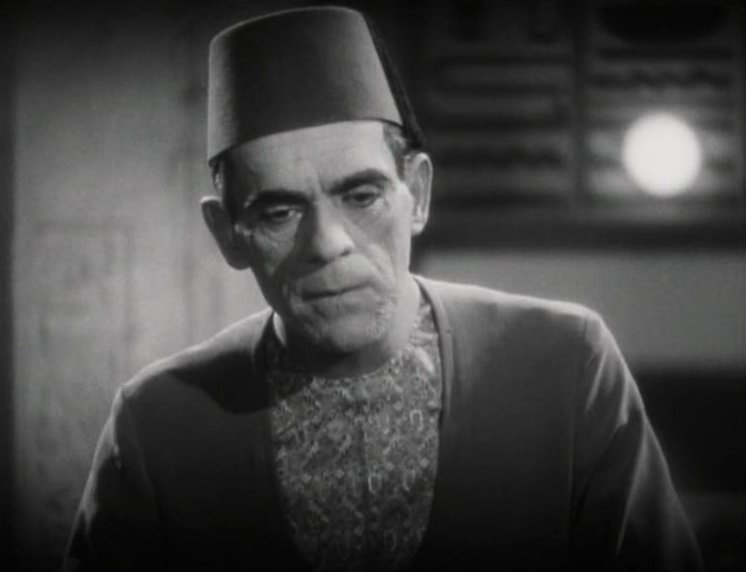
Boris Karloff dans le rôle d'Ardath Bey.

- Boris Karloff (VF : Philippe Dumond) : Imhotep / Ardath Bey
- Zita Johann : Helen Grovesnor / Princesse Ank-Souh-Namun
- David Manners : Frank Whemple
- Arthur Byron : Sir Joseph Whemple
- Edward Van Sloan : Docteur Muller
- Bramwell Fletcher : Ralph Norton
- Noble Johnson : le Nubien
- Kathryn Byron : Frau Muller
- Leonard Mudie : professeur Pearson (VF: Nicolas Marié)
- James Crane : le pharaon
- Henry Victor : le guerrier saxon (scènes coupées)

## Production

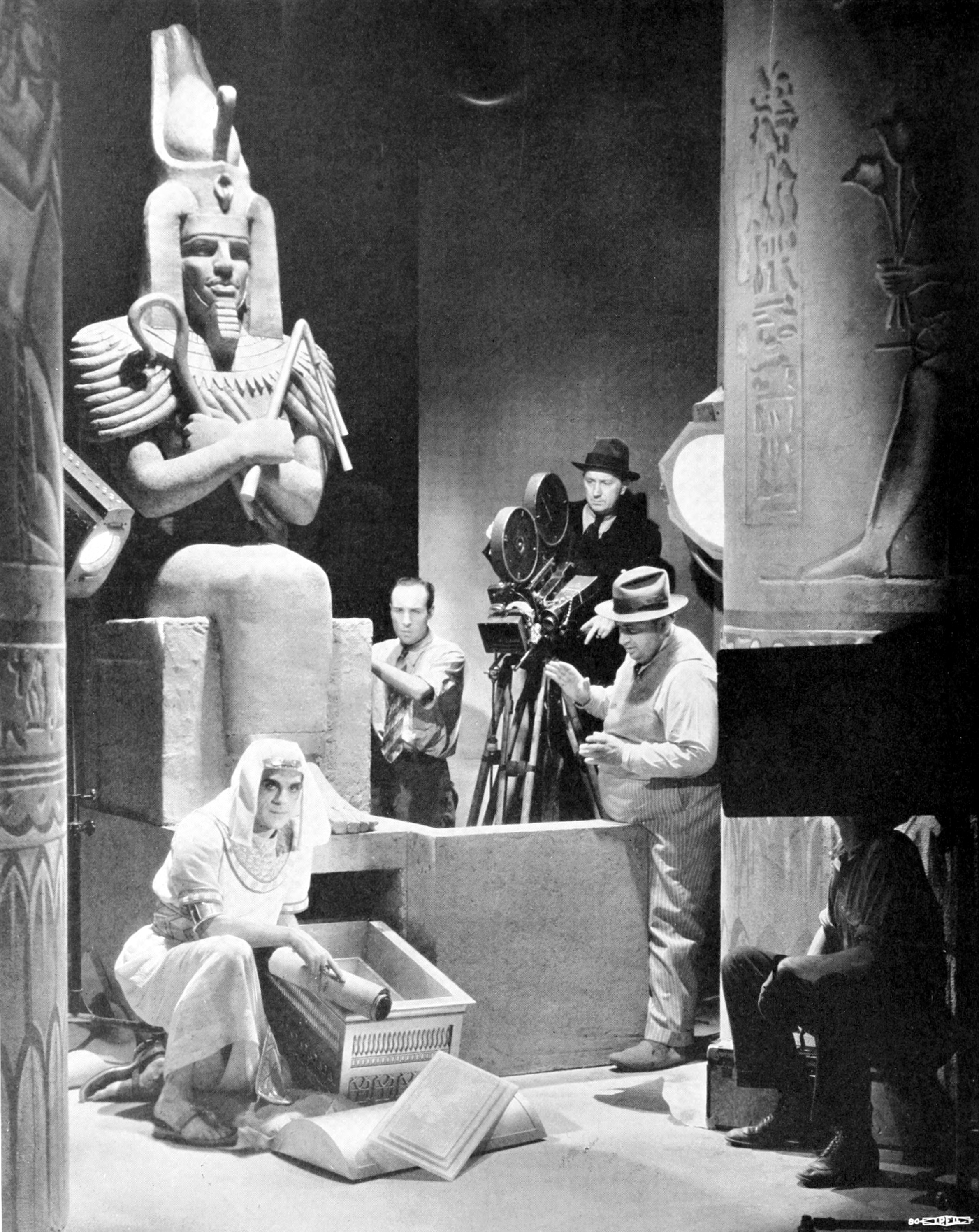
Karl Freund dirigeant Boris Karloff.

En 1922, l'excavation du tombeau de Toutânkhamon ainsi que les légendes autour d'une malédiction planent à la suite des morts étranges de membres de l'expédition. L'opinion publique est impressionnée et tremble. Carl Laemmle Jr., alors directeur d'Universal, décide de créer un personnage qui viendrait en complément de Dracula et de Frankenstein. Et remplirait la galerie des horreurs du studio. Boris Karloff, star d'Universal, est d'ailleurs pressenti.
Cagliostro, un égyptien âgé de 3500 ans, se maintient en vie grâce à des injections de nitrate. Il tue toute femme à l'image de celle qui l'avait trahi. L'idée est confiée à John Balderston, qui la transforme en creusant le scénario de Dracula. On retrouvera trois acteurs de ce film dans des rôles proches, Edward Van Sloan, un Van Helsing plus vrai que nature dans La Momie, ainsi que David Manner, dans le rôle du jeune homme transi, rival du monstre dans les deux films.
Plusieurs titres sont envisagés : « The King of the Dead » (le roi des morts) et « ImHoTep ». Laemmle tranchera finalement pour « The Mummy » (La Momie) en plein tournage.
Le nom de l'amour perdu d'Imhotep, Anakh-Soun-Amoun, s'inspire peut-être du nom de la reine Ânkhésenamon, l'une des filles du pharaon Akhénaton.
Certaines scènes ont été tournées à Cantil (Californie), dans le désert des Mojaves.

## Analyse
Dans un article paru sur le site de la BBC, Oliver Pfeiffer indique que l'intrigue amoureuse du film formait un « divertissement d'évasion » pour le public alors pris dans la Grande Dépression, un « film atmosphérique et principalement psychologique » dont l'intrigue forme un avertissement contre le fait de se mêler d'une culture étrangère et de ses coutumes anciennes.

## Suites
Le succès du film lui a valu plusieurs suites au cinéma.
- La Main de la momie
- La Tombe de la Momie
- Le Fantôme de la Momie
- La Malédiction de la Momie

## Postérité du thème au cinéma
En 1959, la firme britannique Hammer produit un remake réalisé par Terence Fisher sous le titre La Malédiction des pharaons (The Mummy) avec Peter Cushing et Christopher Lee.
En 1999, les studios Universal reprennent l'exploitation du thème de la momie avec un film qui reprend en partie les thèmes du film de 1932. Son succès engendre à son tour plusieurs suites et films dérivés.
- 1999 : La Momie (The Mummy)  de Stephen Sommers avec  Brendan Fraser, Rachel Weisz (remake du film de 1932)
- 2001 : Le Retour de la momie (The Mummy returns) de Stephen Sommers avec Brendan Fraser, Rachel Weisz (Suite du film La Momie de 1999).
- 2002 : Le Roi Scorpion (The Scorpion king) de Chuck Russell avec The Rock, Kelly Hu (Spin-off du film Le Retour de la momie).
- 2008 : La Momie : La Tombe de l'empereur Dragon (The Mummy: Tomb of the Dragon Emperor) de Rob Cohen avec Brendan Fraser, Maria Bello
- 2017 : La Momie (The Mummy)  d'Alex Kurtzman avec Tom Cruise (reboot de la série)
- 2026 : The Mummy de Lee Cronin (reboot de la série)